# Margareta Hallin
Gunhild Margareta Hallin Ekerot (Karlskoga, 20 febbraio 1931 – Stoccolma, 9 febbraio 2020) è stata un'attrice e soprano svedese.

## Filmografia parziale
- Läderlappen, regia di Göran Gentele (1958) - film TV
- Aniara, regia di Arne Arnbom (1960) - film TV
- Bohème, regia di Göran Gentele (1961) - film TV